# The Witcher IV
The Witcher IV est un futur jeu vidéo développé et édité par le studio polonais CD Projekt. Il prend place dans l'univers littéraire du Sorceleur, créé par l'écrivain Andrzej Sapkowski, et fait suite narrativement à The Witcher 3: Wild Hunt (2015).
Le développement de cette suite s'inscrit dans l'immense succès critique et commercial rencontré par The Witcher 3: Wild Hunt, qui entérine CD Projekt comme l'un des fers de lance de l'industrie vidéoludique en Europe. Le studio polonais met en chantier ce nouvel opus en 2021, et annonce officiellement son développement en 2022. 
The Witcher IV est le premier jeu issu de la saga vidéoludique The Witcher à ne plus mettre en scène Geralt de Riv en tant que protagoniste, mais Ciri. Il marque le début d'un nouveau cycle narratif.

## Trame
Le jeu se situe quelques années après les événements de The Witcher 3: Wild Hunt et se concentre sur le personnage de Ciri. Après que la première trilogie s'est concentrée sur l'école de sorceleurs du loup, le scénario du nouveau jeu devrait notamment introduire l'école du lynx,.

## Développement

### Production
Après l'immense succès de The Witcher 3: Wild Hunt (2015), qui s'écoule à plus de 40 millions d'exemplaires, reçoit 251 récompenses de « jeu de l'année » et entérine CD Projekt comme l'un des fers de lance de l'industrie vidéoludique en Europe, l'entreprise polonaise ne compte pas cesser d'exploiter la licence littéraire. En 2020, elle annonce sa volonté de poursuivre la saga vidéoludique The Witcher dans une nouvelle direction, avec un nouveau protagoniste, dans la logique de leur intention d'origine consistant à conclure le cycle de Geralt de Riv avec les trois premiers jeux. 
D'après des résultats financiers trimestriels de CD Projekt publiés en mai 2022, le développement du jeu aurait commencé dès 2021, par une phase de recherche et conception ; le jeu serait ensuite entré en préproduction vers mai 2022. À l'époque, une centaine d'employés travaillent sur le nouveau projet.
En novembre 2024, le jeu entre officiellement en phase de production. Environ 400 employés travaillent alors sur le projet.
À l'occasion de cette nouvelle production, CD Projekt RED décide de cesser d'utiliser son moteur de jeu développé en interne, RedEngine, en faveur du moteur Unreal Engine 5 créé par l'entreprise Epic Games, avec qui le studio polonais signe un partenariat. Il explique ce changement par l'investissement déraisonnable à l'échelle du studio que représentait la mise à jour continuelle de ce moteur interne.

### Communication
Le développement de The Witcher 4 est annoncé officiellement en mars 2022, avec Jason Slama comme directeur créatif, lui qui avait été auparavant impliqué dans le développement de The Witcher 3: Wild Hunt puis de Gwent.
Le studio dévoile en décembre 2024, lors de la cérémonie des Game Awards, une bande-annonce cinématique présentant Ciri comme personnage principal du nouveau jeu.
Le titre définitif du jeu est sujet à spéculation. En 2022, un représentant du studio indique qu'il ne s'agira pas de The Witcher 4, mais en 2024, le studio continue d'utiliser « The Witcher IV » dans sa communication officielle.